# Walter Kasper
Walter Kasper (Heidenheim an der Brenz, 5 de março de 1933) é um cardeal da Igreja Católica alemão, presidente emérito do Pontifício Conselho para a Promoção da Unidade dos Cristãos.

## Biografia
Kasper fez estudos no ginásio de Ehingen an der Donau em 1952, após realizou estudos de filosofia na Tubinga e Mônaco, que concluiu em 1956, foi ordenado presbítero em 6 de abril de 1957 na diocese de Rotemburgo.
Em 1961 obtém o doutoramento na Faculdade Teológica de Tubinga. Durante três anos foi assistente de Leo Scheffczyk e de Hans Küng. Em 1964 recebe a habilitação para ensinar teologia dogmática na Universidade de Münster e em 1970 para a Eberhard-Karls-Universität die Tubinga. Foi nomeado para presidir a Faculdade Teológica de Münster. A partir de 1983 é professor visitante da Universidade Católica da América em Washington, D.C.
Em 1985 Kasper é nomeado secretário especial do sínodo extraordinário e se torna membro da Comissão Teológica Internacional. Foi nomeado Bispo da Diocese de Rottenburg-Stuttgart em 17 de abril de 1989. A ordenação episcopal decorreu a 17 de junho desse ano por Oskar Saier e teve como co-ordenantes o bispo de Mainz, Karl Lehmann e Franz Josef Kuhnle, bispo-auxiliar de Rottenburg-Stuttgart. Kasper adotou o lema episcopal "Veritatem in caritate".
Kasper veio a ser presidente da comissão para a Igreja Universal e vice-presidente da comissão para a fé da Conferência Episcopal da Alemanha.
Em 1994 Kasper foi nomeado co-presidente da Comissão Internacional para o Diálogo Luterano-Católico e, em 16 de março de 1999, Secretário do Pontifício Conselho para a Promoção da Unidade dos Cristãos, razão pela qual, em 31 de maio de 1999 renunciou ao governo da diocese de Rottenburgo-Stuttgart.
Em 21 de janeiro de 2001, foi anunciada a sua criação como cardeal pelo Papa João Paulo II, no Consistório de 21 de fevereiro, em que recebeu o barrete vermelho e o título de cardeal-diácono de Ognissanti in Via Appia Nuova.
Teólogo de profundo conhecimento, Kasper escreveu vários livros. Em 1993 e 2001 publicou a terceira edição do léxico para a teologia e para a Igreja. Em 3 de março de 2001 torna-se presidente do Pontifício Conselho para a Promoção da Unidade dos Cristãos.
Foi membro da Congregação para a Doutrina da Fé, Congregação para as Igrejas Orientais, Supremo Tribunal da Assinatura Apostólica, Pontifício Conselho para os Textos Legislativos e do Pontifício Conselho para a Cultura. Nestes cargos foi reconduzido pelo Papa Bento XVI, de quem foi colega de docência universitária.
No dia 1 de julho de 2010 o Papa Bento XVI aceitou o seu pedido de renúncia, por limite de idade, do Pontifício Conselho para a Promoção da Unidade dos Cristãos. No dia 4 de fevereiro de 2011, durante a celebração do Dia Nacional da Universidade Católica Portuguesa, em Lisboa, recebeu o doutoramento honoris causa dessa universidade.
Em outro consistório, no dia 21 de fevereiro de 2011, o Papa Bento XVI o elevou de cardeal-diácono a ordem de cardeal-presbítero, mantendo seu título pro hac vice.
Em março de 2013, seu livro "Misericórdia: conceito fundamental do Evangelho, chave da vida cristã", foi elogiado durante o primeiro Ângelus do Papa Francisco.
Em 20 de fevereiro de 2014, fez um importante discurso na abertura do Consistório Extraordinário sobre a Família.
Em fevereiro de 2015, publicou o livro: "Papa Francisco. A revolução da ternura e do amor. Raízes teológicas e perspectivas pastorais", 134 pp.

## Conclaves
- Conclave de 2005 - participou da eleição de Joseph Ratzinger como Papa Bento XVI.
- Conclave de 2013 - participou da eleição de Jorge Mario Bergoglio como Papa Francisco.[nota 1]